# Fderîck
Fderîck of F'dérik (Arabisch: افديرك) is een stad en een district in het departement Tiris Zemmour in het noorden van Mauritanië. Het ligt in het zuidwesten van het departement, 25 kilometer ten westen van de hoofdstad Zouérat en had in het jaar 2000 4431 inwoners. Tot 1988 was Fderîck de hoofdstad van het departement.

## IJzererts
Fderîck ligt aan de voet van de berg Kedia Idjil en bij de ertsmijn met dezelfde naam. De erts wordt met speciale treinen naar de havenstad Nouadhibou gereden.